# حقوق المرأة في سوريا
المرأة السورية هي كل سيدة أو فتاة من مواطني الجمهورية العربية السورية، تتمتع بجزء كبير من الحقوق التي يتمتع بها الرجل في الجمهورية العربية السورية.قد نصت المادة 23 من دستور الجمهورية العربية السورية الصادر بتاريخ 15 شباط 2012 «توفر الدولة للمرأة جميع الفرص التي تتيح لها المساهمة الفعالة والكاملة في الحياة السياسية والاقتصادية والاجتماعية والثقافية، وتعمل على إزالة القيود التي تمنع تطورها ومشاركتها في بناء المجتمع».

## التعداد
بلغ تعداد السكان في الجمهورية العربية السورية حسب إحصاءات البنك الدولي 22.1 مليون نسمة عام 2014، شكلت الإناث ما نسبته 49.4% من مجمل هذا التعداد ، إلا أن البعض يرى أن هذه النسبة غير دقيقة، وأن نسبة الإناث بالنسبة للتعداد الكلي أعلى من ذلك بكثير وخاصةً بعد بدء الحرب في سورية عام 2011 والانخفاض الكبير بعدد الذكور.
وقد سجلت سوريا في السنوات الماضية معدلات نمو مرتفعة في عدد السكان قاربت 3.7% عام 2007 مقارنة بمعدل نمو وسطي قدره 2.4% على مستوى الوطن العربي، كما أنعكس تطور القطاع الصحي وارتفاع مستوى الرعاية الصحية على ارتفاع متوسط العمر المتوقع للمرأة عند الولادة فقد بلغ 77.7 سنة بين عامي 2010 و2015، مقارنة ب74.5 سنة للرجل.

## السياسة
تمكنت المرأة السورية من الحصول على حق الانتخاب في عام 1949، فكانت سورية من أوائل الدول التي منحت المرأة هذا الحق، حتى أنّها سبقت عدداً من الدول الأوروبية المتقدمة في ذلك ، وفي عام 1950 رشحت ثريا الحافظ نفسها في انتخابات البرلمان لكنها لم تفز، وبحلول عام 1971 أصبح للمرأة أربعة مقاعد في البرلمان من أصل 173 مقعداً، ازداد بعدها عدد المقاعد البرلمانية النسائية حتى وصلت إلى 12% من مجمل مقاعد البرلمان السوري في الانتخابات التشريعية للعام 2012.
توزيع أعضاء مجلس الشعب السوي حسب الجنس (1973 إلى 2011):
| الدور التشريعي | التاريخ       | الذكور | الإناث | المجموع |
| -------------- | ------------- | ------ | ------ | ------- |
| الأول          | 1973 إلى 1977 | 184    | 2      | 186     |
| الثاني         | 1977 إلى 1981 | 189    | 6      | 195     |
| الثالث         | 1981 إلى 1985 | 182    | 13     | 195     |
| الرابع         | 1986 إلى 1990 | 179    | 16     | 195     |
| الخامس         | 1990 إلى 1994 | 229    | 21     | 250     |
| السادس         | 1994 إلى 1998 | 226    | 24     | 250     |
| السابع         | 1998 إلى 2002 | 224    | 26     | 250     |
| الثامن         | 2003 إلى 2007 | 220    | 30     | 250     |
| التاسع         | 2007 إلى 2011 | 220    | 30     | 250     |

شغلت المرأة السورية منصباً وزارياً منذ عام 1976 حيث بدأت مشاركتها بالوزارة بمنصب وزاري واحد هو وزارة الثقافة، ليصبح للمرأة منصبان بعد تسلم المرأة الثانية لحقيبة وزارة التعليم العالي عام 1991 ثم انتقلت هذه الحقيبة إلى وزارة العمل عام 2000 والثانية إلى وزارة المغتربين، وتضم الحكومة السورية المشكلة بالمرسوم التشريعي رقم 257 وتعديله بالمرسوم رقم 217 بتاريخ 10/08/2014 وزيرتان وهما ريما القادري وزيرة للشؤون الاجتماعية ونظيرة سركيس وزيرة دولة لشؤون البيئة ، كما تشغل الدكتورة نجاح العطار منصب نائب رئيس الجمهورية للشؤون الثقافية منذ عام 2006.
وتعمل المرأة في السلك الدبلوماسي السوري منذ عام 1953 وقد بلغ عدد السفيرات السوريات 5 عام 2005، ودخلت سلك القضاء منذ عام 1975 وتعمل في كافة أنواع المحاكم (مدنية، جزائية، تجارية) وكافة درجات التقاضي حتى محكمة النقض ومجلس القضاء الأعلى والنائب العام الأول لسورية ولكن ليس في القضاء الشرعي.

## التعليم

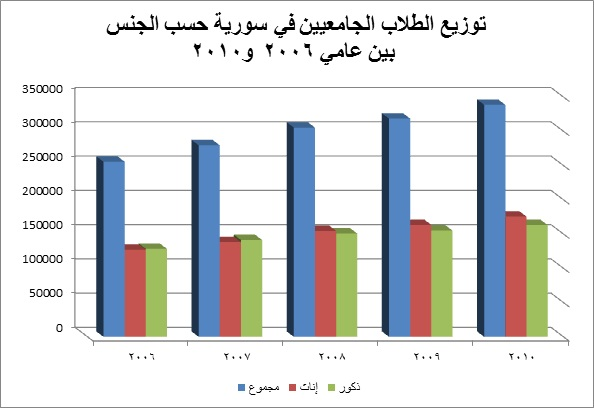
توزيع طلاب الجامعات السورية حسب الجنس.

تولي الجمهورية العربية السورية الاهتمام والرعاية اللازمة لمنظومة التعليم في الدولة ويكفل الدستور السوري
```
حق التعلم لكل مواطن، وهو الزامي ومجاني في مرحلة التعليم الأساسي، ومجاني لكن غير الزامي في المرحلة الثانوية وبرسوم رمزية في التعليم الجامعي.
[
9
]
```

وقد سمى القانون رقم 35 للعام 1986 حق التعليم «بالتعليم الإلزامي» وبمقتضى هذا الحق فإن الأطفال السوريين ملزمون بالذهاب إلى المدرسة حتى نهاية المرحلة الابتدائية، وعليه فقد كانت وزارة التربية ملزمة بتعليم الأطفال الملتحقين لديها ممن هم في سن التعليم الإلزامي حتى إنهائهم المرحلة الابتدائية ولو تجاوزوا سن الثانية عشرة.
وفي عام 2002 صدر القانون رقم 32 والذي تضمن ما سمي بـ «قانون التعليم الأساسي»  وبموجب هذا القانون فإن حق التعليم الإلزامي للطفل قد مدد حتى نهاية المرحلة الإعدادية، أي أن مرحلتي التعليم الابتدائي والإعدادي أصبحتا تشكلان مرحلة واحدة وتسمى مرحلة التعليم الأساسي وهي مجانية وإلزامية ومدة الدراسة في هذه المرحلة تسع سنوات وتنتهي بامتحان عام يمنح الناجحون فيه شهادة التعليم الأساسي وعلى هذا فإن التعليم في سورية قد أصبح إلزامياً حتى نهاية المرحلة الإعدادية، وقد أغفل هذا القانون تحديد سن التعليم وهو ما استدركه القانون رقم 7 للعام 2012، والذي نص على إلزام جميع أولياء الأطفال العرب السوريين ومن في حكمهم ذكوراً وإناثاً بإلحاق أطفالهم الذين تتراوح أعمارهم بين 6 و15 سنة بمدارس التعليم الأساسي.
وبالرغم من النمو المرتفع في عدد السكان والذي يقارب 3.7% عام 2007 حسب تقديرات البنك الدولي، تمتلك الدولة السورية نظام تعليم أساسي جيد، وهي تسعى دوماً لتطوير هذا النظام من خلال تطوير المناهج التعليمية وزيادة عدد المدارس والمنشأت التعليمية، فقد ارتفع عدد مدارس التعليم الأساسي في سورية (حلقة أولى وثانية) من 15,693 مدرسة عام 2006 إلى 17,120 مدرسة عام 2010، أي بزيادة قدرها 9%.
وقد ارتفع معدل الإلمام بالقراءة والكتابة في أوساط المجتمع السوري في السنوات الماضية ذكوراً وإناثاً، فقد بلغ هذا المعدل لدى الإناث في الشريحة العمرية (15-24) عاماً 59% عام 1981 بينما وصل إلى 95% عام 2013.
وتعتبر غالبية مدارس التعليم الأساسي مختلطة (ذكور وإناث) وخاصة في الحلقة الأولى حيث تشكل 92% من مجمل عدد المدارس عام 2010، ويقل الاختلاط في المرحلة الثانوية حيث تشكل المدارس المختلطة 69% من مجمل المدارس لنفس العام، وقد ازدادت نسبة الإناث الملتحقين بالمرحلة الابتدائية (الحلقة الأولى ضمن التعليم الأساسي) بالنسبة لمجمل الذكور من 78% عام 1981 إلى 97% عام 2013.
كما شهدت سورية تطوراً ملحوضاً في العقد الماضي في مجال التعليم العالي مع صدور المرسوم التشريعي رقم 36 للعام 2001 الذي أجاز إحداث مؤسسات خاصة أو مشتركة في الجمهورية العربية السورية تساهم في تقديم خدمات التعليم العالي، وهو ما رفع عدد الجامعات السورية من 5 جامعات (حكومية فقط) عام 2001 إلى 27 جامعة عام 2014 (7 حكومية و20 خاصة).
وتعتبر جميع الجامعات السورية مختلطة، تتواجد فيها الفتيات مع الرجال في نفس المدرج دون أي تميز عنصري أو طائفي أو جنسي (ذكر-انثى) بين الطلاب، وقد ارتفع عدد الإناث الملتحقين بالتعليم العالي كثيرًا في سورية في السنوات الماضية فبينما لم تتجاوز نسبة التحاقهن 42% عام 1981 من مجمل أعداد الذكور الملتحقين، تجاوزت هذه النسبة 101% عام 2013 متخطية بذلك أعداد الذكور ، وهو ما يعكس ازدياد وعي المجتمع السوري بضرورة دراسة وتعليم المرأة حيث يعتبر التعليم الضمان الحقيقي لمستقبلها، وهو ما أدى إلى ارتفاع سن الزواج لدى الإناث بسسب اكمالهن لتعليمهن الجامعي، فقد إنخفض معدل خصوبة الأمهات المراهقات (عدد الولادات لكل ألف امرأة في سن 15-19 عاماً) من 104 ولادات عام 1981 إلى 40 ولادة عام 2014.

## العمل
لا تميز التشريعات السورية بين الرجل والمرأة من حيث الأجور وساعات العمل والتعويضات والنقابات والتأمينات، وفي حال وجود تمييز قانوني فهو لصالح المرأة ويراعي خصائصها الجسدية وظروفها الاجتماعية ومن هذه التشريعات:
1)- الدستور والقانون السوري:
ضمن دستور الجمهورية العربية السورية للعام 2012 المساواة بين الرجل والمرأة في الحقوق والواجبات، فتعبير «المواطن» الوارد في الدستور ينطبق على الرجل والمرأة على حدٍ سواء، وقد أكدت مبادئه الأساسية على العدالة والمساوة وتكافؤ الفرص دون أي تمييز قائم على الجنس، فالمادة 19 منه تنص على أن «يقوم المجتمع في الجمهورية العربية السورية على أساس التضامن والتكافل واحترام مبادئ العدالة الاجتماعية والحرية والمساواة وصيانة الكرامة الإنسانية لكل فرد»، كما نصت المادة 33 على أن «المواطنون متساوون في الحقوق والواجبات، لا تمييز بينهم في ذلك بسبب الجنس أو الأصل أو اللغة أو الدين أو العقيدة»، «تكفل الدولة مبدأ تكافؤ الفرص بين المواطنين».
كما نصت المادة 40 من الفقرة رقم 1 على أن «العمل حق لكل مواطن وواجب عليه وتعمل الدولة على توفيره لجميع المواطنين ويتولى القانون تنظيم العمل وشروطه وحقوق العمال»، ونصت المادة 26 على أن «المواطنون متساوون في تولي وظائف الخدمة العامة ويحدد القانون شروط توليها وحقوق وواجبات المكلفين بها».
ورغبةً في تعزيز دور المرأة في المجتمع فقد خصها الدستور بمادة تضمن لها المساهمة الفعالة في مختلف جوانب الحياة، حيث نصت المادة 23 منه على أنه «تكفل الدولة للمرأة جميع الفرص التي تتيح لها المساهمة الفعالة والكاملة في الحياة السياسية والاجتماعية والثقافية والاقتصادية وتعمل على إزالة القيود التي تمنع تطورها ومشاركتها في بناء المجتمع».
ولم تقتصر التشريعات السورية التي تؤكد على المساواة وحق المرأة بالعمل على الدستور فقط، فقد حصلت المرأة العاملة على حق التعويض العائلي بموجب المرسوم التشريعي رقم 4 لعام 1972 والمرسوم التشريعي رقم 32 لعام 1987 اللذين عدلا المادة 3 من قانون التعويض العائلي والتي تنص على أنه
1- تمنح الموظفة أو المستخدمة أو العاملة في إدارات الدولة ومؤسساتها وغيرها من جهات القطاع العام وكذلك شركات القطاع المشترك التي يصدر بتحديدها قرار من رئيس مجلس الوزراء، التعويض العائلي عن أولادها إذا وجدت في إحدى الحالات الآتية:
أ ـ إذا كانت أرملة.
ب ـ إذا كانت مطلقة.
ت ـ إذا كان زوجها لا يتقاضى التعويض العائلي من خزينة الدولة أو الجهات العامة أو أي جهة أخرى.
2- إذا ترتب للزوجة نفقة شرعية عن أولادها فإنها تتقاضى الفرق بين هذه النفقة والتعويض العائلي الذي تستحقه وفقاً لأحكام هذا المرسوم التشريعي.
2)- قانون العمل الموحد:
هو القانون المطبق على العاملين والعاملات في الجمهورية العربية السورية، وقد جاء مؤكداً للدستور فيما يخص المساواة وتكافؤ الفرص بين الرجل والمرأة مع منح المرأة بعض المزايا مراعاة لقدراتها الجسدية ووضعها الاجتماعي فقد نصت المادة 130 منه على «مع عدم الإخلال بأحكام المواد التالية تسري على النساء العاملات جميع النصوص المنظمة لتشغيل العمال دون تمييز في العمل الواحد» ، تمنع المواد رقم (131-132-139) عمل النساء ليلاً إلا بقرار من وزير الشؤون الاجتماعية والعمل، وكذلك عملها في الأعمال الضارة صحياً أو أخلاقياً وكذلك الأعمال الشاقة أو غيرها من الأعمال التي تحدد بقرار من وزير الشؤون الاجتماعية والعمل.

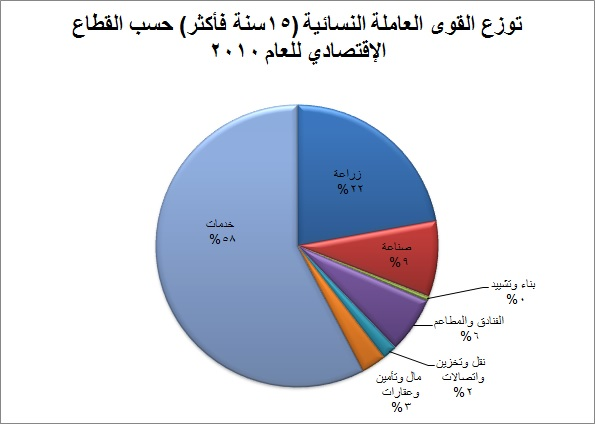
توزيع الإناث العاملات في سورية،
(15 سنة فأكثر) حسب القطاع الاقتصادي.

كما منحت المادة 133 المرأة العاملة إجازة أمومة بكامل الأجر (120 يوماً للطفل الأول، و90 يوماً للمولود الثاني، و75 يوماً للمولود الثالث)، وأشارت المادة 135 إلى عدم جواز فصل العاملة لانقطاعها عن العمل أثناء إجازة الأمومة، بسب مرض يثبت بشهادة طبية أنه نتيجة للحمل، كما طالبت المادة 139 صاحب العمل إذا كان يستخدم مائة عاملة فأكثر في مكان واحد توفير داراً للحضانة تحدد شروط إنشائها ونظامها وما تتحمله العاملة مقابل انتفاعها بها بقرار من وزير الشؤون الاجتماعية والعمل.
وفي معرض الحديث عن التمييز الإيجابي للمرأة العاملة، تجدر بنا الإشارة إلى بعض نصوص قانون التأمينات الاجتماعية، فالمادة 57 منه تمنح المرأة الحق بالحصول على معاش الشيخوخة قبل الرجل بخمس سنوات.
3)- المعاهدات والاتفاقيات الدولية:
تبنت الجمهورية العربية السورية الإعلان العالمي لحقوق الإنسان الذي اعتمدته الجمعية العامة للأمم المتحدة عام 1948، ويضمن هذا الإعلان حق كل شخص في التمتع بالحقوق والحريات التي ينص عليها دون أي تمييز من أي نوع كان، ولاسيما التمييز بسبب الجنس (المادة 2)، كما يضمن حق كل شخص في العمل، وله حرية اختياره بشروط عادلة مرضية كما أن له حق الحماية من البطالة (المادة 23ـ1).

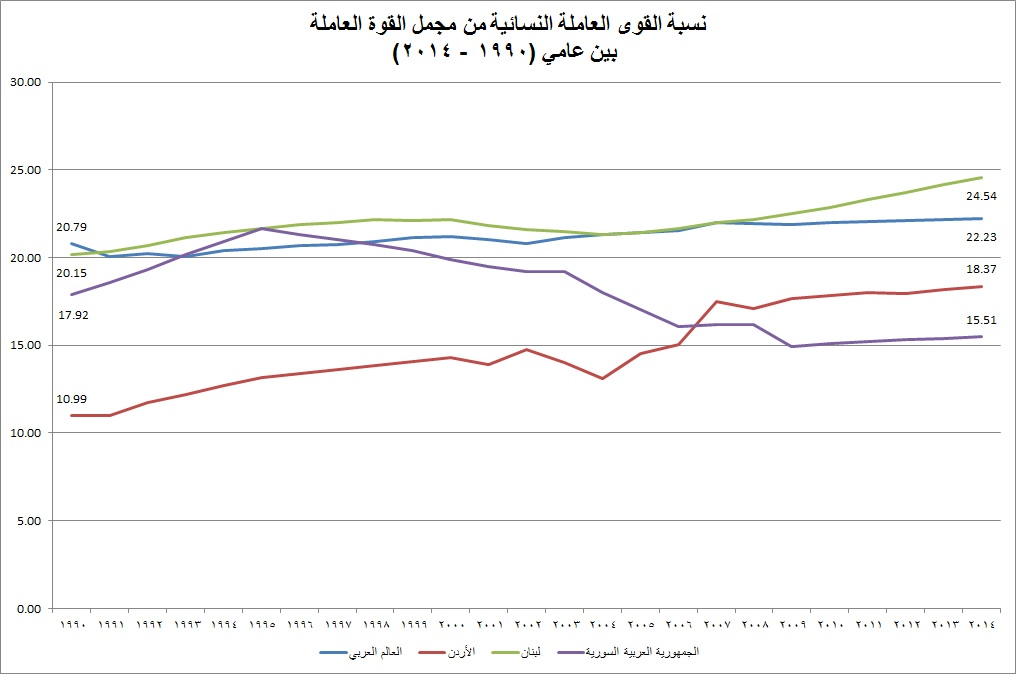
تطور نسبة الإناث العاملات في سورية،
(15 سنة فأكثر) مقارنة بالدول المجاورة والعالم العربي.

و قد صادقت الجمهورية العربية السورية على اتفاقية العمل الدولية رقم 111 لعام 1958 والتي تهدف إلى تعزيز تكافؤ الفرص والمساواة في المعاملة في الاستخدام والمهنة، بغية القضاء على التمييز بكافة أشكاله ومنه ذلك القائم على أساس الجنس، بالإضافة إلى ذلك فقد صادقت الجمهورية العربية السورية على اتفاقية العمل الدولية رقم 100 المتعلقة بالمساواة في الأجور لعام 1951 والتي تهدف إلى تحقيق المساواة بين العمال والعاملات في الأجر عن عمل ذي قيمة متساوية دون تمييز قائم على الجنس (المادة 2).
كما صادقت الجمهورية العربية السورية على اتفاقية القضاء على جميع أشكال التمييز ضد المرأة (سيداو) التي اعتمدتها الجمعية العامة للأمم المتحدة عام 1979 والتي تلزم الدول الأطراف باتخاذ جميع التدابير الملائمة من أجل القضاء على التمييز ضد المرأة في ميدان العمل كي تضمن لها، على أساس المساواة بين الرجل والمرأة، الحقوق نفسها في هذا المجال (المادة 11 فقرة أ وب وج).
وصادقت الجمهورية العربية السورية على اتفاقية حقوق الأشخاص ذوي الإعاقة لعام 2006 والبروتوكول الخاص بها بموجب المرسوم التشريعي رقم 12 للعام 2009 ، وتلزم هذه الإتفاقية الدول الأطراف باتخاذ جميع التدابير الملائمة لكفالة التطور الكامل والتقدم والتمكين للمرأة (المعاقة)، بغرض ضمان ممارستها حقوق الإنسان والحريات الأساسية المبينة في هذه الاتفاقية والتمتع بها (المادة 6) والتي من أهمها حق العمل وعدم التعرض للتمييز في هذا المجال (المادة 27).
وفي الواقع، تشير الإحصاءات إلى ارتفاع نسبة مشاركة المراة السورية في العمل بين عامي (1990، 1995) فقد بلغت نسبة القوى العاملة النسائية من مجمل القوى العاملة 17.9% عام 1990 وارتفعت إلى 21.7% عام 1995، لكن هذه النسبة بدأت بالانخفاض التدريجي حتى وصلت إلى 15.5 عام 2014 ، وقد ترافق ارتفاع معدلات التعليم في وسط الفتيات السوريات، مع ارتفاع نسبة الفتيات الحاصلات على تعليم جامعي من مجمل القوى العاملة النسائية، فقد بلغت هذه النسبة 9% عام 2003 ووصلت إلى 14% عام 2007.
وقد استحوذ قطاع الخدمات على الحصة الأكبر من مجمل القوى العاملة النسائية وبنسية 58% تلاه القطاع الزراعي بنسبة 22% ثم الصناعي 9%، وتختلف ظروف عمل المرأة السورية باختلاف القطاع الذي تعمل فيه، ففي حين تتوفر للمرأة شروط عمل مناسبة في قطاع الخدمات (المشافي والجامعات، وغيرها) تبذل المرأة الريفية جهداً شاقاً في العمل الزراعي، الذي لازال يتسم بكونه قطاعاً متخلفاً يعتمد كثيرًا على الجهد العضلي.

## الصحة
شهدت الجمهورية العربية السورية تحسناً كبيراً في الخدمات الصحية المقدمة للمواطنين، لكلا الجنسين ولمختلف الشرائح العمرية، فقد ارتفع عدد المراكز الصحية العاملة في سورية من 794 مركزاً عام 1996 إلى 1,506 مركزاً عام 2010 كما يوضح الجدول أدناه:
| السنة | المراكز الصحية العامة | المراكز الصحية التخصصية | المجمــوع العام |
| ----- | --------------------- | ----------------------- | --------------- |
| 1996  | 759                   | 35                      | 794             |
| 1997  | 801                   | 35                      | 836             |
| 1998  | 848                   | 36                      | 884             |
| 1999  | 890                   | 36                      | 926             |
| 2000  | 942                   | 41                      | 983             |
| 2001  | 1003                  | 43                      | 1046            |
| 2002  | 1070                  | 44                      | 1114            |
| 2003  | 1124                  | 43                      | 1167            |
| 2004  | 1175                  | 43                      | 1218            |
| 2005  | 1220                  | 46                      | 1266            |
| 2006  | 1302                  | 48                      | 1350            |
| 2007  | 1315                  | 52                      | 1367            |
| 2008  | 1350                  | 54                      | 1404            |
| 2009  | 1372                  | 61                      | 1433            |
| 2010  | 1441                  | 65                      | 1506            |

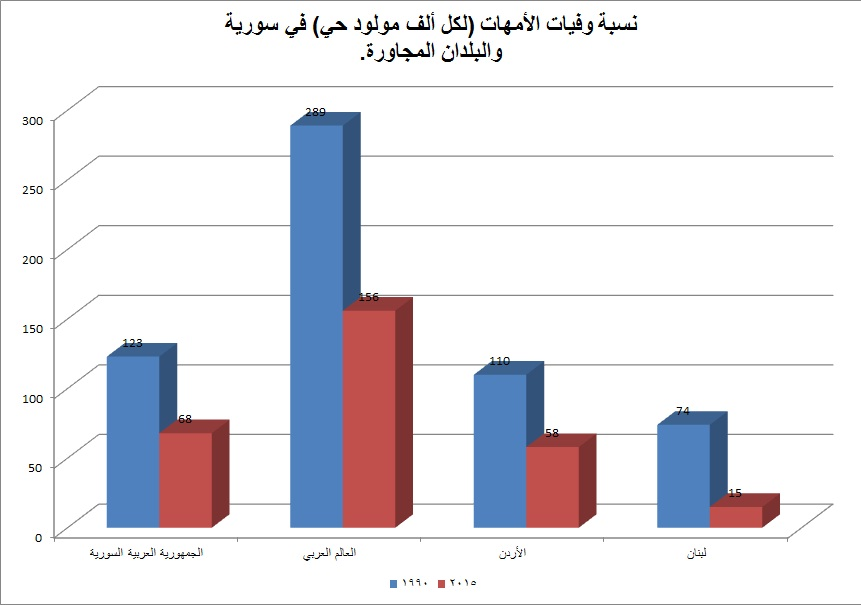
معدل وفيات الأمهات لكل الف مولود حي في سورية والدول المجاورة.

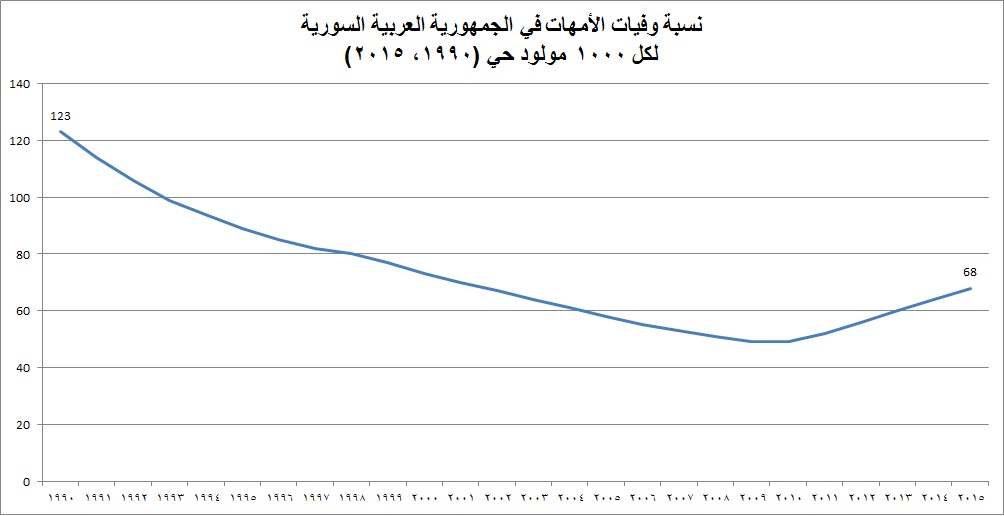
عدد وفيات الأمهات لكل الف مولود حي في سورية.

بالتوازي مع ارتفاع عدد المشافي والمراكز الصحية، ارتفع نصيب الفرد من الإنفاق على الرعاية الصحية في سورية من 51 دولار عام 1995 إلى 97 دولار عام 2011، (انخفض هذا المبلغ في السنوات الأخيرة بسبب الحرب التي تعيشها سورية ووصل إلى 43 دولار عام 2013)، ويعتبر هذا المبلغ صغير جداً مقارنة مع حصة الفرد في البلدان العربية الأخرى، فقد بلغت حصة الفرد من الإنفاق على الرعاية الصحية في لبنان 651 دولار وفي الأردن 357 دولار لنفس العام، ويعلل الخبراء ارتفاع مستوى الرعاية الصحية في سورية على الرغم من تواضع الإنفاق الصحي إلى انخفاض التكلفة نتيجة تطور الصناعة الدوائية السورية (بلغ عدد معامل الأدوية في سورية 70 معمل عام 2010 تنتج 6,895 صنف دوائي) ، وانخفاض دخل العاملين في القطاع الطبي في سورية مقارنة بدخل نظرائهم في الدول المجاورة.
وقد انعكس ارتفاع مستوى الرعاية الصحية في سورية على تحسن الرعاية والاهتمام الصحي الذي تتلقاه النساء فقد بلغ عدد الأطباء الأخصائيين في الأمراض النســائية وتوليــد 2,355 طبيب عام، 2010 يشكلون ما نسبته 7.5% من مجمل الأطباء الممارسين في سورية والبالغ عددهم 31,194 طبيب لنفس العام، كما انخفض معدل وفيات الإناث (لكل 1000 أنثى بالغة عمرها بين 15 و60 عاماً) من 179 أمرأة عام 1981 إلى 73 أمرأة عام 2013، وهو معدل مقبول مقارنةً بالبلدان العربية الأخرى فقد بلغ هذا المعدل 95 في الأردن و115 في مصر، إلا أنه لا يزال متواضعاً أمام المعدلات التي حققتها البلدان الخليجية فقد بلغ هذا المعدل 66 في السعودية و48 في قطر و58 في الإمارات.

## الجيش
الجيش العربي السوري هو الجيش النظامي الرسمي العامل في الجمهورية العربية السورية يخضع لإمرة القائد الأعلى للجيش والقوات المسلحة وهو نفسه رئيس الدولة، ويعتبر يوم الأول من آب عام 1946 هو التاريخ الرسمي لتأسيس الجيش العربي السوري، وهو موعد استلام الحكومتين السورية واللبنانية للقوات المسلحة وكل ما يتعلق بإدارتها من سلطات الانتداب الفرنسي.
وقد شهد عام 1920 أول دخول للمرأة السورية في السلك العسكري، عندما منح الملك فيصل السيدة نازك العابد رتبة نقيب في الجيش السوري، وفي الوقت الحالي يوجد في سورية كلية عسكرية خاصة بالبنات، كما يمكن للمرأة السورية التطوع في مجال الشرطة والأمن، ولا تزال الخدمة العسكرية الإلزامية مقتصرة على الذكور فقط.
ومن أبرز الشخصيات العسكرية النسائية في التاريخ السوري:

### نازك العابد

نازك العابد أول نقيب في الجيش العربي السوري.

ولدت نازك العابد في دمشق عام 1887 من أسرة دمشقية عريقة، والدها مصطفى باشا العابد من كبار أعيان دمشق، متصرف الكرك، ووالي الموصل في اواخر العهد العثماني، ووالدتها السيدة فريدة الجلاد ، أرادت ان يكون لها دور في مجريات الثورة العربية الكبرى التي قادها الشريف حسين ضد العثمانيين عام 1916، فأسست جمعية نور الفيحاء لمساعدة ضحايا الثورة، وتحدثت بلسان الجمعية واستكتبت سيدات دمشق العرائض اللازمة لتأييد الاستقلال، وقادت تظاهرت نساء المعارضة.
عينها الملك فيصل بن الشريف حسين رئيسة لجمعية النجمة الحمراء عام 1920، لتصدر في أول شباط 1920 مجلة نور الفيحاء وهي مجلة أدبية اجتماعية بهدف النهوض بالمرأة، كذلك أسهمت في تأسيس النادي النسائي الشامي الذي ضم نخبة سيدات الشام ومدرسة بنات الشهداء ومكتبتها، كذلك أسهمت في إنشاء مصنع للسجاد كان يخصص ريع المبيعات لصالح الأيتام.
منحها الملك فيصل ملك سورية رتبة نقيب في جيش المملكة، لترتدي البذلة العسكرية وتشارك في معركة ميسلون وتنقذ الكثير من مصابي المعركة من رفاقها، ولتكون شاهدة على لحظة استشهاد وزير الدفاع البطل يوسف العظمة أثناء محاولاتها إنقاذه، بعد انتهاء معركة ميسلون منحها الملك فيصل رتبة جنرال فخرية في الجيش السوري.
وفي عام 1957 وعندما أصبحت في السبعين من عمرها أسست لجنة للأمهات تعمل على رفع مستوى الأم اللبنانية في كافة مجالات الحياة، وفي عام 1959 انتخبت نازك رئيسة لها، وفي شهر آب من العام نفسه توفيت نازك العابد في بيروت عن اثنين وسبعين عاماً قضتها في النضال والدفاع عن الوطن، ورفع شأن المرأة ومحاولة فتح عيون بنات جيلها على الحياة والثقافة والسعي إلى المساواة مع الرجل، وقد لقبت بألقاب كثيرة ومنها بجان دارك الشرق ورائدة تحرر المرأة السورية.

### حميدة الطاهر

حميدة الطاهر.

فتاة سورية من مواليد مدينة الرقة عام 1968، درست الابتدائية في مدرسة عائشة أم المؤمنين، والاعدادية والثانوية في مدرسة الفارعة، وانتسبت إلي منظمة شبيبة الثورة عام 1981 ثم انتسبت إلى صفوف حزب البعث العربي الاشتراكي عام 1983  وفي تاريخ 26/11/1985 استطاعت أن تفجر نفسها بسيارة مفخخة بكمية تزيد عن 280 كغ من مادة (تي إن تي) في موقع عسكري مشترك للعدو الصهيوني وجيش أنطوان لحد في جنوب لبنان بمنطقة جزين، حيث تسبب التفجير في قتل أكثر من 50 شخص وجرح العشرات من ضباط وجنود الإحتلال الإسرائيلي.
وقد وجهت رسالة إلى الرئيس حافظ الأسد قبيل تنفيذ العملية وقعتها بالدم وجاء فيها: «ما جئتك شاعرة على منبر فوق كل مديحة أنت، وإنما من تحدي التحدي، من شبيبتك الظافرة، من رجال زرعت فيهم البطولة والإباء، فمن أجدر منَّا بمحبتك وأنت السيف الدمشقي الأصيل، رغبت يا أبي ألاَّ يمر عيد الشبيبة في هذا العام مثل كل عام، وكانت رغبتي جامحة أن أكون شعلة هذا العيد على أرض الجنوب الطاهر، قنبلة تُزهر غضباً وغِلاً في مآقي الغزاة».

## العدالة والمساواة

### الدستور والقانون
كفل الدستور الدائم للجمهورية العربية السورية الصادر عام 1973 المساواة الكاملة للمواطنين في الحقوق والواجبات، وذلك دون تمييز على أساس الجنس، ولحماية حقوق المرأة السورية، أكد الدستور على جملة من القضايا التي لابد من أخذها بعين الاعتبار، والتي يمكن تلخيصها بما يلي:

1. أعطى الدستور السوري الحق للمرأة بالترشيح والانتخاب، وهو ما فتح لها المجال للدخول في معترك الحياة السياسية والإدارية، واستطاعت بذلك أن تصبح عضو في مجلس الشعب ومجالس الإدارة المحلية وممثل في النقابات.
2. تنص الفقرة الأولى من المادة 44 على أن «الأسرة هي خلية المجتمع الأساسية وتحميها الدولة»، ويتضح من نص المادة نظرة المشرع السوري إلى الأسرة باعتبارها حجر الأساس في المجتمع السوري، وبالتالي لابد من منحها الأهمية القصوى في عملية النهوض بالمجتمع، كما تنص الفقرة الثانية من المادة ذاتها على أن «تحمي الدولة الزواج، وتشجع عليه، وتعمل على إزالة العقبات المادية والاجتماعية التي تعوقه وتحمي الأمومة والطفولة»، وهو ما سيحقق داعماً كافياً لعملية النهوض وتطوير المجتمع.
3. تنص المادة 45 على أن «تكفل الدولة للمرأة جميع الفرص التي تبيح لها المساهمة الفعالة والكاملة في الحياة السياسية والاجتماعية والاقتصادية، وتعمل على إزالة القيود التي تمنع تطورها، ومشاركتها في بناء المجتمع العربي الاشتراكي»، وبالتالي دخول المرأة في كافة فعاليات المجتمع مبدأ دستوري وهو ما يمثل قفزة نوعية في مجال حقوق المرأة، وبالتالي فإن تأهيلها يتناول الحياة السياسية والاجتماعية والاقتصادية، والأهم من ذلك الناحية الثقافية لأن العلم هو السبيل الوحيد للنهوض بالمرأة والرجل على حد سواء.

وقد جاءت نصوص القانون المدني منسجمة مع الدستور السوري، فيما يتعلق بالمساوة بين المرأة والرجل في جميع الحقوق والواجبات التي ينص عليها هذا القانون، فالمرأة تتمتع بأهلية قانونية كاملة في إطار القانون المدني، حيث يعترف هذا القانون لكل من بلغ سن الرشد (18 سنة) بأهلية قانونية كاملة، وهذا ما حقق للمرأة مكسباً هاماً فبمجرد أن تكمل المرأة سن 18 تصبح كاملة الأهلية، ولها بناء على ذلك حق إبرام العقود وحيازة الممتلكات والتصرف بها كما تشاء، وذلك وفق ما يقره القانون، أضف إلى ذلك فإن لها اسماً ولقباً مستقلان عن لقب زوجها وهو ما يحافظ على استقلاليتها، ولها أيضاً ذمة مالية مستقلة عن الذمة المالية لزوجها ، وهو ما يعتبر خطوة رائدة، كما وتتمتع المرأة السورية بكافة الحقوق التي يكرسها قانون التجارة السوري (مزاولة الأعمال التجارية) ودون أن يتوقف ذلك على إجازة من أحد، كما وأن شهادتها أمام المحاكم تعادل شهادة الرجل، إلا أن ذلك لا يطبق أمام المحاكم الشرعية.
وبمقابل هذه النصوص توجد قوانين أخرى تميز بين الرجل والمرأة في الحقوق، وهو ما نجده في نصوص قانون الجنسية السوري، وقوانين الأحوال الشخصية، وقانون العقوبات.
- قانون الجنسية:

أخذ المشرع السوري بحق الدم بصفة أساسية لمنح الجنسية العربية السورية، حيث تنص المادة 3/1 من المرسوم التشريعي رقم 276/1969 على أنه «يعتبر عربي سوري حكماً من ولد في القطر أو في خارجه من والد عربي سوري» ويتضح من نص المادة السابقة أن المشرع السوري قد أخذ بحق الدم من جهة الأب فقط، فكل أب سوري يمنح الجنسية السورية لأولاده وسواء كانت الأم وطنية أم أجنبية أم عديمة الجنسية، وسواء ولد الطفل على الأراضي السورية أم لا ، بالمقابل فإن المادة 3/ب تنص على أنه «يعتبر سورياً حكماً من ولد في القطر من أم عربية سورية ولم تثبت نسبته إلى أبيه»، ومن الملاحظ، وفي ضوء قانون الجنسية السوري، فإن المرأة السورية لا تمنح الجنسية السورية لأولادها إلا بتوفر شرطين هما:
1- أن يكون قد ولد في القطر العربي السوري.
2- ألا يثبت نسبه لأبيه.
ومن المقارنة بين الفقرتين الأولى والثالثة من المادة 3 سابقة الذكر يمكن القول بأن قانون الجنسية السوري ينطوي على تمييز وعدم مساواة واضحين بين المواطن السوري والمواطنة السورية، فقد منح للسوري حق إعطاء الجنسية لأولاده وبصورة مباشرة، وإن ولدوا خارج القطر، وحتى وإن لم يعرفوا بلدهم الأم سوى بالاسم، على حين أن الأم السورية تحرم من هذا الحق حتى وإن كانت مقيمة مع أولادها في سورية، وأما بالنسبة للفقرة ب من المادة 3 فإنها تعتبر خطوة باتجاه الخلف بالمقارنة مع المرسوم التشريعي رقم 67 لعام 1961 والمعمول به قبل نفاذ المرسوم التشريعي 726، حيث كان المرسوم السابق يعتمد على حق الدم من جانب الأم وحده ودون أن يقرنه بحق الإقليم، فكان الولد غير الشرعي القاصر يكتسب جنسية أمه السورية سواء ولد في القطر أم خارجه.
- قانون الأحوال الشخصية:

ميز المشرع السوري بين الرجل والمرأة في قانون الأحوال الشخصية في عدة مسائل ومنها:
1)- تحديد سن أهلية الزواج:
حدد المشرع السوري سن الزواج ب 18 سنة للزوج و17 سنة للزوجة، بالمقابل فإنه أجاز للقاصر الطلب من القاضي أن يأذن له بالزواج وقبل بلوغه السن القانونية، حيث يمكن للمراهق الذي أكمل سن 15 وكذلك للمراهقة التي أكملت سن 13 الطلب من القاضي أن يأذن لهما بالزواج بشرطين:
1- أن يتبين القاضي صدق دعواهما.
2- احتمال جسميهما.
وهو ما يعني أن المشرع ما يزال يميز بين الذكر والأنثى في مسألة تحديد سن الزواج، ويسمح بالزواج المبكر للمرأة ولا شك بأن لهذا الزواج مساوئه الكثيرة وقد يكون أبرزها مخاطر الحمل والولادة، إضافة إلى تحمل المرأة مسؤولية تربية الأطفال وهي لا تزال بعد طفلة من الناحية الشرعية والقانونية، أضف إلى ذلك فإن تقدير أسباب إباحة الزواج دون السن المحددة قانوناً ترجع إلى القاضي، وهو ما قد يترك الباب مفتوحاً أمام زواج الصغار.
2)- سكن الأم الحاضن:
لم يتطرق المشرع السوري لسكن الأم الحاضن، حيث لم تحدد النصوص سوى النفقة الزوجية ونفقة الأولاد في فترة الحضانة، وفي الواقع فإن عودة الأم بأولادها بعد الطلاق إلى منزل ذويها أو أقاربها، يحمل في طياته ظلماً لها ولأولادها فالقسم الأكبر من المطلقات يجبرن على التخلي عن الحضانة، انطلاقاً من أن أقاربها ليسوا ملزمين بتحمل إقامة الصغار في بيوتهم، طبعاً هذا بالإضافة إلى الضغط على السيدة لتقبل بالزواج ثانية، وهو ما يحرمها من أولادها ويحرم الأولاد من الرعاية والحنان اللذين تقدمهما الأم.
3)- رفع سن الحضانة:
حدد القانون السوري في تعديله الأخير انتهاء سن الحضانة للذكر ب13 سنة وللأنثى ب15 سنة.
يتفق علماء النفس على أن الحضانة فترة حرجة تتطلب المزيد من الاهتمام في التعامل مع الطفل ولذلك لابد من تمديد سن الحضانة لكلا الجنسين إلى 18 سنة، لتستطيع الأم خلالها أن تشرف على تربية أبنائها حتى بلوغهم سن الرشد.
4)- الولاية على المال:
من استعراض النص المتعلق بالولاية في قانون الأحوال الشخصية السوري نجد بأن المادة 170 و172 قد نصتا على ولاية الأب والجد العصبي على مال الصغير ، وبالمقابل فإنه وفي الحالة التي تصبح فيها أموال القاصر في خطر بسبب سوء تصرف الولي أو لأي سبب أخر أو خيف عليها منه، فإن للمحكمة أن تنزع الولاية منه ويجوز للقاضي أن يعهد إلى حاضنة القاصر ببعض أعمال الولي الشرعي المالية إذا تأكد بأن مصلحة القاصر تقتضي ذلك وبعد سماع أقوال الولي، وبالمقابل فإن للأب وللجد العصبي عند فقدان الأب أن يقيم وصياً مختاراً على القاصر أو الحمل، وبالتالي فإن المرأة قد استبعدت من الولاية على المال إلا في حالات ضيقة، وليس لها علاقة بإدارة أموال القصر من أولادها.
- قانون العقوبات:

يضم قانون العقوبات السوري العديد من المواد التمييزية فيما يخص المرأة كمكون أساسي للأسرة والمجتمع، ومن هذه المواد:
1)- جرائم الشرف:
تعزز المواد (192- 240- 241- 242- 548) استمرارية جرائم الشرف في المجتمع، تلك الجرائم التي طغى فيها العرف على القانون، رغم إنكار رجال الدين لوجود نصوص دينية تعزز وتُدعّم هذه الجرائم التي تحصد سنوياً أرواح العديد من النساء، بذريعة الدافع الشريف الذي قد يُخفي وراءه أسباباً أخرى بعيدة كل البعد عن الشرف كالميراث، أو عدم قدرة الزوج على تطليق زوجته لوقوعه تحت عبء مهر باهظ، أو أن الفتاة أقدمت على الزواج بغير إرادة الأهل (من خارج الطائفة أو الدين أو القومية أو الطبقة الاجتماعية) أو ما شابه ذلك
.
فمثلاً تنص المادة 548 على ما يلي:
1- يستفيد من العذر المحل من فاجأ زوجه أو أحد أصوله أو فروعه أو أخته في جرم الزنى المشهود، أو في صلات جنسية فحشاء مع شخص آخر، فأقدم على قتلهما أو إيذائهما، أو على قتل أو إيذاء أحدهما بغير عمد.
2- يستفيد مرتكب القتل والأذى من العذر المخفف إذا فاجأ زوجه أو أحد أصوله أو فروعه أو أخته في حالة مريبة مع آخر.
وقد عدلت هذه المادة بالمرسوم التشريعي رقم (1) الصادر بتاريخ 3/1/2011 والذي نص «يستفيد من العذر المخفف من فاجأ زوجه أو أحد أصوله أو فروعه أو أخوته في جرم الزنا المشهود أو في صلات جنسية فحشاء مع شخص آخر فأقدم على قتلهما أو إيذائهما أو على قتل أو إيذاء أحدهما بغير عمد وتكون العقوبة الحبس من خمس سنوات إلى سبع سنوات في القتل»
.
2)- العلاقات الجنسية:
1- الزنى:
يفرق القانون السوري بين زنا الزوج وزنا الزوجة في العقوبة، فقد نصت المادة 473 على معاقبة الزوجة الزانية بالحبس من ثلاثة أشهر إلى سنتين بينما يعاقب الزوج الزاني بالحبس من شهر إلى سنة، وتشترط المادة 474 لفرض العقاب على الزوج الزاني أن يكون الفعل قد تم في منزل الزوجية حصراً في حين لم يشترط ذلك في عقاب الزوجة الزانية.
ومن الواضح أن هاتين المادتين تحفلان بالتمييز ضدّ المرأة إذ نجد أن عقوبتها أشد، زوجة كانت أم عازبة، بينما عقوبة الرجل العازب لا تتجاوز نصف عقوبة المرأة، وكأنها هي وحدها من ارتكب جرم الزنى أو شجع عليه. بينما الرجل هو الضحية هنا. وما يلفت الانتباه أيضاً أن عقوبة الرجل المتزوج في حال الزنى لا تتعدى السنتين في أقصى الحالات، بينما عقوبة المرأة المتزوجة هي القتل وفق المادة 548
.
2- الإغتصاب:
نصت المادة 489 على معاقبة من أكره غير زوجه بالعنف أو التهديد على الجماع بالأشغال الشاقة خمس عشرة سنة على الأقل، ولا تنقص العقوبة عن إحدى وعشرين سنة إذا كان المعتدى عليه لم يتم الخامسة عشرة من عمره، كما نصت المادة 490 على معاقبة كل شخص جامع شخصاً غير زوجه لا يستطيع المقاومة، بسبب نقص جسدي أو نفسي، أو بسبب ما استعمل نحوه من ضروب الخداع بالأشغال الشاقة تسع سنوات.

ومن الملاحظ أن هاتين المادتين تستثنيان الزوجة من فعل الاغتصاب الذي يقوم به الرجل تجاه الأنثى، في الوقت الذي ترزح فيه مئات النساء تحت وقع الاغتصاب الزوجي، الذي هو من أشدّ أنواع الاغتصاب فظاعة وبشاعة، لأنه يتم من أقرب الناس إلى المرأة، والذي يفترض أن تكون العلاقة معها قائمة على المودة والرحمة والاحترام دون إكراه أو إرغام.
كما علقت المادة 508 ملاحقة وتنفيذ العقاب على مرتكب جريمة الاغتصاب إذا عقد زواج على المعتدى عليها، على أن تعاد ملاحقته وتنفيذ العقوبة قبل انقضاء ثلاث سنوات على الجنحة، وانقضاء خمس سنوات على الجناية، إذا أنتهى الزواج إما بطلاق المرأة دون سبب مشروع، أو بالطلاق المحكوم به لمصلحة المعتدى عليها، وقد عدل بالمرسوم التشريعي رقم 1 للعام 2011 إذ أصبحت عقوبة المجرم الحبس مدة سنتين على الأقل حتى وإن تزوج من ضحيته زواجاً صحيحاً.
3- التحرش الجنسي:
تفاقمت ظاهرة التحرّش الجنسي في المجتمع بصورة مقززة لم تستثنِ صبيةً ولا عجوزاً، وفي هذا اعتداء صارخ على حرية المرأة وكرامتها، والنظر إليها على أنها أداة متعة وتسلية لأولئك الشّاذين في المجتمع، ولا يفوتنا الاعتداء الجنسي على الأطفال أو التحرّش بهم دون رادع.
وقد نصت المادة 506 على معاقبة من عرض على قاصر لم يتم الخامسة عشرة من عمره، أو على فتاة أو امرأة لهما من العمر أكثر من خمس عشرة سنة عملاً منافياً للحياء، أو وجه إلى أحدهم كلاماً مخلاً بالحشمة، بالسجن التكديري ثلاثة أيام، أو بغرامة لا تزيد عن خمس وسبعين ليرة أو بالعقوبتين معاً، ويلاحظ أن العقوبة الواردة في هذه المادة بسيطة وغير رادعة ومبلغ 75 ليرة مبلغ زهيد ولا يذكر وهو يفرغ القانون من فحواه.
ونصت المادة 505 من قانون العقوبات السوري العام على «معاقبة من لمس أو داعب بصورة منافية للحياء قاصراً لم يتم الخامسة عشرة من العمر ذكراً كان أم أنثى أو فتاة أو امرأة لهما من العمر أكثر من خمسة عشرة عاماً دون رضاهما عوقب بالحبس مدة لا تتجاوز الستة أشهر»
.

### العادات والتقاليد
لا تزال العادات والتقاليد هي التي تتحكم بحال المرأة السورية لتظهر كالتراث المتجذر لا يمكن للمجتمع السوري التخلي عنه بسهولة، فترتكب أفظع الجرائم بحق المرأة باسم العادات والتقاليد التي حلت مكان الأخلاق والدين فحدّت من حرية المرأة، لتطلق العادات والتقاليد العنان أمام سلطة الرجل.
ومن أبرز القضايا التي تندرج ضمن العادات والتقاليد والتي تمس حقوق المرأة السورية ما يلي:
- جرائم الشرف:

تعد سورية من الدول العربية التي تتصدر قائمة جرائم الشرف، فحسب الإحصائيات الصادرة عن وزارة الداخلية احتلت سورية المرتبة الثالثة بعد اليمن وفلسطين، حيث سجل في عام 2010 ما يقارب 249 حالة، على حين احتلت اليمن المرتبة الأولى بـ375 حالة، وفلسطين 264.
ولا يزال الجدل محتدماً في سورية حول هذه الجريمة، والتي يقوم خلالها أهل الفتاة أو زوجها بقتلها لشكه في سلوكها أو بعد حملها سفاحاً ويحصل القاتل بمقتضى هذا الظرف على حكم مخفف، وقد تصادف كثيرا براءة الضحية مما ألصق بها من اتهامات خصوصا حين يتم التشريح ويثبت احتفاظها بغشاء بكارتها.
ولا توجد إحصائيات رسمية حول جرائم الشرف في سورية ولكن تقارير إعلامية ومنظمات حقوقية تقدر عددها في البلاد بنحو 200 إلى 300 جريمة سنوياً، مما يجعل سورية تتربع وبجدارة عرش قائمة غاسلي العار أو جرائم الشرف.
وتنص المادة 192 من الدستور السوري أنه إذا تبين للقاضي أن الدافع كان شريفاً قضى بالعقوبات التالية:
1. الاعتقال المؤبد أو الخمس عشرة سنة بدلاً من الأشغال الشاقة المؤبدة.
2. الاعتقال الموقت بدلاً من الأشغال الشاقة الموقتة.
3. الحبس البسيط بدلاً من الحبس مع التشغيل.

وللقاضي فضلاً عن ذلك أن يعفي المحكوم عليه من لصق الحكم ونشره المفروضين كعقوبة.

وفي ذلك يرى المعترضون أن القضاء السوري اعتاد على تطبيق مفعول الدافع الشريف وبالتالي تخفيف العقوبة إلى حدودها الدنيا فقط في الجرائم الواقعة على الأشخاص وتحديداً جرائم القتل أو الإيذاء المرتكبة بحق النساء من قبل ذكور العائلة تحت شعار غسل العار.
- التربية القمعية:

بحجة التربية والحفاظ على الفضيلة، يمارس على الفتيات عنف جسدي ونفسي، يصعب تصديقه في بعض الحالات، بدل إتباع أساليب التربية القائمة على احترام الفتاه ككائن بشري وتفهم مشاكلها، ففي استبيان على عينة عشوائية (1200 امرأة) من نساء سورية تبين أن 31.1% من النساء تعرضن للعنف من قبل الأم في الطفولة، وتستمر حالة التعرض للعنف من قبل الأب والأخ ومن ثم الزوج، لتبلغ نسبة النساء اللاتي يضربن من قبل أزواجهن 38.3%، ولا تختلف النسبة كثيراً للأسف بين الأميات وحاملات الشهادات العليا.
ويندرج ضمن التربية القمعية اجبار البنات على الزواج دون موافقتهن، وغالباً ما يكون هذا الزواج من أقاربهن (أبناء العمومة) ويوجد عرف قديم في بعض المناطق الريفية في سورية بعقدقرآن الأطفال عند الولادة وهو ما يعرف بمصطلح «الحيار» وهو حق عرفي يملكه أي شاب في المجتمع العشائري لعقد قرانه على ابنة عمه، حتى وإن لم ترغب هي في ذلك، وقد يصبح العرف قراراً استباقياً يأخذه والد صبي ووالد بنت، وهما شقيقان في الغالب، بعقد القران بين ولديهما فور ولادتهما ليحدد على أساسه حياتهما ومستقبلهما حتى الممات أو الطلاق ، كذلك تنتشر في الأرياف السورية ظاهرة إجبار البنات على الزواج المبكر (دون 18 سنة) أو إجبارهن على الزواج برجال مسنين.
- الحرمان من الإرث:

تعتبر من القضايا المحيرة والمتناقضة مع المعتقدات الدينية التي تنتمي لها الشرائح الاجتماعية (وبخاصة في الريف السوري) التي تسلب حق المرأة حقها في الميراث، فتقوى العادات والتقاليد في هذه الحالة على المعتقدات الدينية لتصبح هي الناظم الاجتماعي والقانوني في توزيع الإرث، فالمرأة في غالبية الريف السوري لا تورث تحت حجة أن أهلها يصرفون عليها أو أنها ستعطي ميراثها لزوجها الغريب.

وفي دراسة (استبانة بحث ميداني) أجرتها مديرية الشؤون الاجتماعية والعمل بدير الزور لمعرفة تأثير الأعراف السائدة على حق المرأة في الميراث وفق الشريعة الإسلامية والقوانين النافذة في ريف دير الزور تبين أن ما نسبته 100% من الأفراد المشمولين بالبحث يعتقدون أن المرأة في أسرهم أو أقاربهم لا تحصل على حقها الشرعي في الميراث، وأن معظم هؤلاء النسوة لا يطالبن بحقوقهن من أجل المحافظة على العلاقات الطيبة مع أسرهم وعدم خلق المشاكل مع أهلهم.

### اتفاقية القضاء على جميع أشكال التمييز ضد المرأة

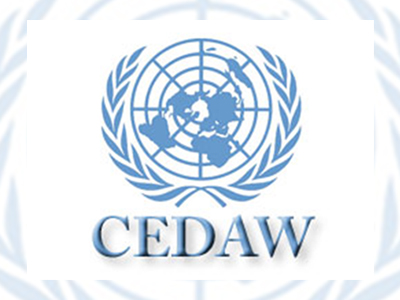
اتفاقية القضاء على جميع أشكال التمييز ضد المرأة.

بتاريخ 28 آذار عام 2003 صادقت الحكومة السورية وقبلت اتفاقية القضاء على جميع أشكال التمييز ضد المرأة
، إلا أنها تحفظت على المواد التالية:
- المادة 2:

تشجب الدول الأطراف جميع أشكال التمييز ضد المرأة، وتتفق على أن تنتهج، بكل الوسائل المناسبة ودون إبطاء، سياسة تستهدف القضاء على التمييز ضد المرأة، وتحقيقاً لذلك تتعهد بالقيام بما يلى:
(أ) إدماج مبدأ المساواة بين الرجل والمرأة في دساتيرها الوطنية أو تشريعاتها المناسبة الأخرى، إذا لم يكن هذا المبدأ قد أدمج فيها حتى الآن، وكفالة التحقيق العملى لهذا المبدأ من خلال التشريع وغيره من الوسائل المناسبة.
(ب) اتخاذ المناسب من التدابير، تشريعية وغير تشريعية، بما في ذلك ما يناسب من جزاءات، لحظر كل تمييز ضد المرأة.
(ج) فرض حماية قانونية لحقوق المرأة على قدم المساواة مع الرجل، وضمان الحماية الفعالة للمرأة، عن طريق المحاكم ذات الاختصاص والمؤسسات العامة الأخرى في البلد، من أي عمل تمييزي.
(د) الامتناع عن مباشرة أي عمل تمييزي أو ممارسة تمييزية ضد المرأة، وكفالة تصرف السلطات والمؤسسات العامة بما يتفق وهذا الالتزام.
(ه) اتخاذ جميع التدابير المناسبة للقضاء على التمييز ضد المرأة من جانب أي شخص أو منظمة أو مؤسسة.
(و) اتخاذ جميع التدابير المناسبة، بما في ذلك التشريعي منها، لتغيير أو إبطال القائم من القوانين والأنظمة والأعراف والممارسات التي تشكل تمييزاً ضد المرأة.
(ز) إلغاء جميع الأحكام الجزائية الوطنية التي تشكل تمييزاً ضد المرأة.
- المادة 9:

2- تمنح الدول الأطراف المرأة حقا مساويا لحق الرجل فيما يتعلق بجنسية أطفالهما.
- المادة 15:

4- تمنح الدول الأطراف الرجل والمرأة نفس الحقوق فيما يتعلق بالتشريع المتصل بحركة الأشخاص وحرية اختيار محل مسكنهم وإقامتهم
.
- المادة 16:

1- تتخذ الدول الأطراف جميع التدابير المناسبة للقضاء على التمييز ضد المرأة في كافة الأمور المتعلقة بالزواج والعلاقات العائلية، وبوجه خاص التدابير التي تضمن المساواة بين الرجل والمرأة:
(ج) نفس الحقوق والمسؤوليات أثناء الزواج وعند فسخه.
(د) نفس الحقوق والمسؤوليات بوصفهما أبوين، بغض النظر عن حالتهما الزوجية، في الأمور المتعلقة بأطفالهما وفي جميع الأحوال، يكون لمصلحة الأطفال الاعتبار الأول.
(و) نفس الحقوق والمسؤوليات فيما يتعلق بالولاية والقوامة والوصاية على الأطفال وتبنيهم، أو ما شابه ذلك من الأعراف، حين توجد هذه المفاهيم في التشريع الوطني، وفي جميع الأحوال يكون لمصلحة الأطفال الاعتبار الأول.
2- لا يكون لخطوبة الطفل أو زواجه أي أثر قانوني، وتتخذ جميع الإجراءات الضرورية بما في ذلك التشريعي منها، لتحديد سن أدنى للزواج ولجعل تسجيل الزواج في سجل رسمي أمرا إلزامياً.
- المادة 29:

1- يعرض للتحكيم أي خلاف بين دولتين أو أكثر من الدول الأطراف حول تفسير أو تطبيق هذه الاتفاقية لا يسوى عن طريق المفاوضات، وذلك بناء على طلب واحدة من هذه الدول فإذا لم يتمكن الأطراف، خلال ستة أشهر من تاريخ طلب التحكيم، من الوصول إلى اتفاق على تنظيم أمر التحكيم، جاز لأي من أولئك الأطراف إحالة النزاع إلى محكمة العدل الدولية بطلب يقدم وفقا للنظام الأساسي للمحكمة.
الملاحظ في كافة المواد التي تحفظت عليها الحكومة السورية أنها تجتمع كلها تقريبا في تعديل وتغيير مواد قانون الأحوال الشخصية المعمول به في سورية، هذه التحفظات تعفي الدولة من أن تكون ملزمة قانونياً بتوفير حقوق متساوية للنساء فيما يتعلق بالمواد التي يقال أنها تتعارض مع الشرع الإسلامي في ذلك قيام المرأة بنقل جنسيتها إلى أطفالها وحرية الحركة والسكن، والحقوق والواجبات المتساوية أثناء الزواج وفي إنهائه وفيما يتعلق بالوصاية على الأطفال والحق باختيار اسم الأسرة.

## أبرز المكاسب التي حصلت عليها المرأة في سورية

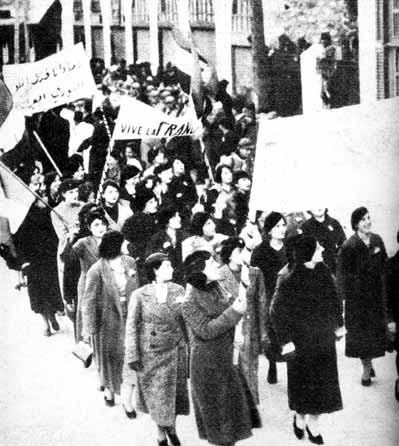
مظاهرة نسائية في دمشق خلال احتجاجات 1939 احتجاجًا على ضم لواء إسكندرون لتركية.

حصلت المرأة السورية على مكاسب سياسية واقتصادية واجتماعية كثيرة مقارنة مع النساء في الدول العربية ولعل من أبرز هذه المكاسب:
1- حصول المرأة على حق الانتخاب والترشيح وزيادة نسبة النساء في مجلس الشعب، ودخول الوزارة لأول مرة في التاريخ عام 1975، وفي الحكومة السورية الآن وزيرتان وزيرتان وهما ريما القادري وزيرة الشؤون الاجتماعية والعمل ونظيرة سركيس وزيرة دولة لشؤون البيئة، كما تم تمثيل المرأة في جميع مستويات الإدارة المحلية التي تضم حالياً أكثر من 140 امرأة.
2- تمثيل المرأة في القيادات الحزبية المتسلسلة وصولاً إلى القيادة القطرية لحزب البعث واللجنة المركزية وهيئة الرقابة والتفتيش العليا في الحزب.
3- حصولها على حق التعويض العائلي في حال عدم حصول الزوج عليه.
4- دخول المرأة مجال القضاء والمحاماة حيث تبوأت أعلى المناصب في هذا المجال، منها منصب النائب العام، حيث يوجد الآن في البلاد أكثر من مئة قاضية أي ما يشكل 12% من قضاة سورية و250 مساعدة عدلية وآلاف المحاميات والعاملات في المجال الحقوقي.
5- مشاركة المرأة في قيادات المنظمات الشعبية والمهنية والعمل الدبلوماسي.
6- تعديل بعض مواد الأحوال الشخصية لمصلحة المرأة والأسرة في الحد من الطلاق وتمديد سن الحضانة.
7- دخولها مجالات عمل جديدة حيث دخلت مجال الشرطة النسائية والسلك العسكري وأصبحت ضابطاً في القوات المسلحة تجيد مختلف أنواع القتال بأحدث الأسلحة، كما دخلت المرأة السلك الدبلوماسي وصولا إلى مرتبة سفيرة.
8- تمتعت بحق الملكية الخاصة والاحتفاظ باسمها وجنسيتها بعد الزواج.
9- صدور قوانين تساوي بين الرجل والمرأة من حيث الحقوق والواجبات كالأجر وساعات العمل وأعطت المرأة مزايا تتناسب مع طبيعتها.

## المرأة في التاريخ السوري

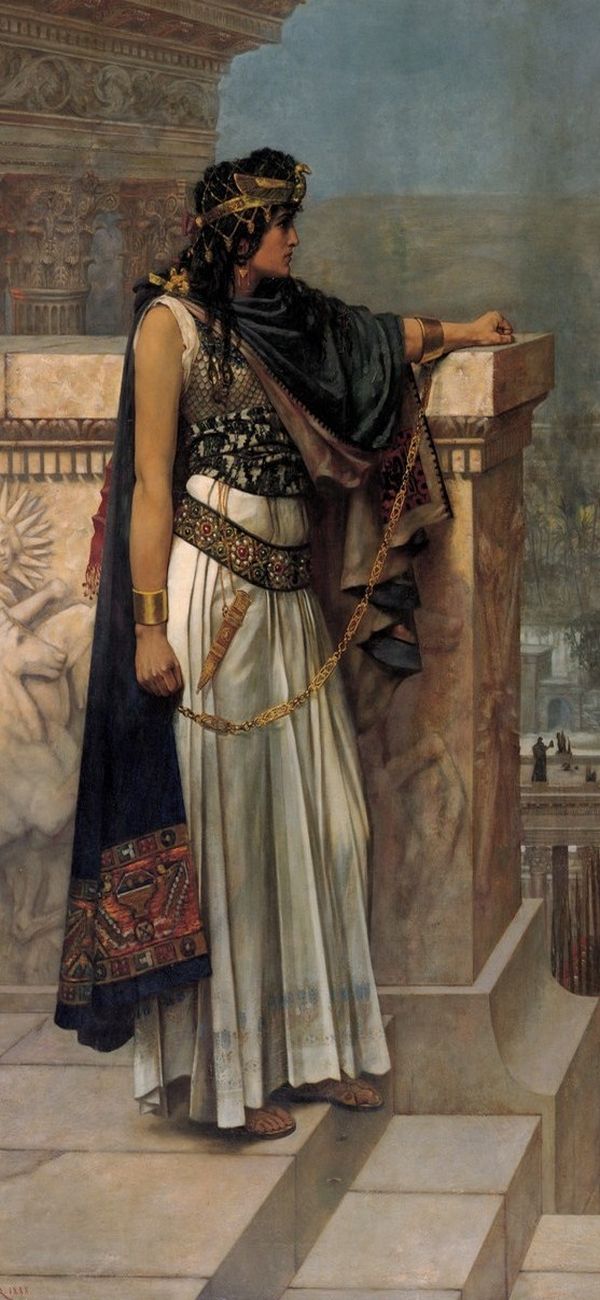
صورة تخيلية للملكة زنوبيا من رسم الفنان البريطاني Herbert Schmalz.

منذ أسطورة عشتار الهة الخصب والجمال، مروراً بزنوبيا ملكة تدمر ومريم العذراء أم المسيح عليه السلام، كانت المرأة في سورية عبر العصور والحضارات جزءاً فاعلاً في حياة المجتمع.
أما في تاريخ سورية الحديث فبدأت مشاركة المرأة في الحياة العامة منذ نهايات القرن التاسع عشر، تحت تأثير الخطاب النهضوي العربي والزخم الذي رافق حركة التحرر من الاحتلال العثماني، فقد شهدت دمشق أول مظاهرة نسائية تهتف بسقوط الاحتلال، وأصيبت إحدى السيدات بجراح بالغة، وكانت تعتبر هذه الجراح هي الوسام الوحيد الذي حصلت عليه من أجل بلدها.

وكذلك كان للمرأة السورية دور كبير في مقاومة الاحتلال الفرنسي فلاننسى دور نازك العابد مع المناضل يوسف العظمة، التي حصلت على رتبة أول ضابط (نقيب) في الجيش العربي السوري ، وأيضاً ابنة إبراهيم هنانو (نباهة) وشقيقته، أما في معارك دمشق فاشتهرت أم عبده التي ساعدت الثوار، واستشهدت في معركة قصر العظم.
أما في ثورة السلطان باشا الأطرش فكانت هناك سيدة سبعينية تدعى (أم محمود) سارت وراء ابنها تحمل له الرصاص، وزغردت عند استشهاده، وهذا يذكر بالمرأة الجولانية السورية التي تعدها ريشة المدرسة الأولى التي خرجت المناضلين وماحكاية والدة الأسير المحرر سيطان الولي (محسنة ذيب هنيدي) إلا مثال على شموخ وعزة وإباء المرأة السورية التي هزت العالم من خلال الدمعة التي ذرفتها أمام عدسة الفضائيات قبل إطلاق سراح ابنها المعتقل منذ 23 عاماً.
وبعد جلاء المستعمر الفرنسي واستقلال سورية عام 1946، جرت أول انتخابات برلمانية سورية عام 1947 ولم تشارك المرأة بها من حيث الترشيح أو الانتخاب، وبعد انقلاب حسني الزعيم عام 1949 عدل الدستور وجاء في المادة 7 منه أن لكل سوري وسورية أتم الثامنة عشر من عمرة أول كانون الثاني من السنة التي يجري فيها الانتخاب أن يكون ناخباً ولكن اشترط على المرأة أن تكون حائزة على التعليم الابتدائي ومنعها من الترشيح.
وفي عام 1953 في عهد الرئيس أديب الشيشكلي أشار إلى أن الناخبين ذكوراً وإناثاً هم المواطنون الذين اتموا الثامنة عشر من عمرهم في أول كانون الثاني من العام الذي يتم فيه الانتخاب وان لكل من يحق له الانتخاب أن يرشح نفسه للنيابة على أن يكون في الخامسة والعشرين من عمره وأن يكون متعلماً وكان هذا أول دستور يمنح المرأة حق الترشيح مثلها مثل الرجل تماماً، ولكن لم تصل ولا امرأة إلى البرلمان حتى زمن الوحدة بين مصر وسورية عام 1958 من خلال مجلس الأمة وكان ذلك عام 1960 وحصلت امرأتان من أصل 200 عضو من الإقليم الشمالي وهما جيهان الموصلي ووداد الازهري.
بعد الانفصال حصل تراجع في الحقوق السياسية للمرأة التي نالتها في عهد الوحدة فاحتفظت المرأة بموجب الدستور المؤقت بحق الانتخاب دون حق الترشيح الذي جرى حصره بالذكور فقط، وبعد ثورة 8 آذار 1963 عدل الدستور ونصت المادة 33 منه على تعيين أعضاء مجلس الشعب، وعلى هذا الأساس منحت 8 مقاعد للسيدات من صل 95 مقعداً في المجلس المشكل عام 1965، وفي عام 1966 وسع المجلس إلى 134 عضواً بينهم 12 سيدة ولم يتمكن المجلس الثاني من عقد أية جلسة.
وفي عام 1971 شكل مجلس شعب جديد بالتعيين وكان للمرأة فيه 4 مقاعد وكان من أهم أهدافه وضع دستور جديد للبلاد، تنامى بعدها دور المرأة في المجالس التشريعية حتى وصل إلى 12% من مجموع المقاعد، أي 30 مقعد من أصل 250 حتى الوقت الحالي.

## الزي التقليدي
تضم الأزياء التراثية السورية بين ثناياها لغة تحمل خصوصية السوريون وطبيعتهم، بالإضافة إلى أنها تعبر عن الأوضاع الاجتماعية والتاريخية التي مرت على الشعب السوري، ويظهر تصميمها وألوانها وزخارفها المرتبطة بالمعتقدات الشعبية مهارة ورفعة ذوق صانعيها، كما ترجع أجزاء كثيرة من ثياب المرأة السورية الريفية التقليدية إلى روائع تصاميم أزياء الملوك القدامى، الذين عاشوا في دمشق، تدمر، أفاميا، إيبلا، أوغاريت وغيرها.
ويتألف اللباس التقليدي للمرأة السورية داخل المنزل من عباءة طويلة داكنة اللون بالنسبة للسيدات وزاهية بالنسبة للفتيات، وتزيّن غالبًا بأقراط ذهبية أو فضية أو يطرز بعضها، مع وشاح يعصب الرأس، أما الزي الذي كانت ترتديه المرأة خارج منزلها فقد تنوع بتنوع منطقتها، لكن الأكثر رواجاً هو الملاءة السوداء أو العباءة السوداء الطويلة التي تصل إلى أسفل كعب القدم.
وفي البادية وبعض مناطق الريف السوري، احتفظ باللباس التقليدي للمرأة لاسيّما بين كبار السن حتى الوقت الراهن، ومنذ النصف الثاني للقرن العشرين، انتشرت دور الأزياء النسائية والماركات العالمية كثيرًا في المدن السورية وأصبحت النساء السوريات من أكثر شعوب المنطقة العربية مواكبةً للموضة.

## مجموعات نسوية سورية

### مجموعات نشأت في القرن العشرين
الاتحاد العام للمرأة السورية: (الاتحاد العام النسائي) (بالإنجليزية:General Union of Syrian Women) واختصاره (GUSW) هو منظمة نسائية في سوريا. تأسست في عام 1967، نتيجة لدمج مختلف الفئات النسائية القائمة.
رابطة النساء السوريات: منظمة نسوية ديمقراطية غير حكومية أُسست عام 1948، وما تزال تنشط في سبيل تحقيق رؤيتها وأهدافها. تسعى لتحقيق المساواة بين النساء والرجال في الحقوق الإنسانية وتعزيز دور النساء في التنمية المستدامة وبناء السلام المستدام.

### مجموعات نشأت بعد الحرب السورية
اللوبي النسوي السوري: هي مجموعة ضغط نسوية معارضة، تطالب بتحقيق الديمقراطية في سوريا وتعمل على تمكين القدرات السياسية للنساء.
الحركة السياسية النسوية السورية: هي مجموعة ضغط نسوية معارضة، تطالب بتحقيق الديمقراطية في سوريا وزيادة التمثيل السياسي للنساء.
منظمة نيسان لدعم قضايا المرأة: هي منظمة سورية تقوم بحملات نوعية للتوعية بقضايا النساء في سوريا على وسائل التواصل الاجتماعي.
نسويات سوريات: هي مجموعة نسوية قاعدية انشأتها ريم محمود في موقع Facebook عام 2018، وقد انتشرت بشكل واسع بين الشابات السوريات. تنقد الممارسات العنيفة والمسيئة للنساء في سوريا والمنطقة عبر وسائل التواصل الاجتماعي.

## برامج تحدثت عن المرأة السورية
|  |  |  |

## أعلام نساء سورية
| - أسماء الأخرس، زوجة الرئيس السوري بشار الأسد (سيدة سورية الأولى). - نازك العابد، أول ضابط في الجيش العربي السوري. - زنوبيا، ملكة تدمر. - نجاح العطار، نائب رئيس جمهورية. - بثينة شعبان، مستشارة إعلامية للقصر الجمهوري. - ألفت الأدلبي، روائية سورية. - منى واصف، ممثلة مسرح، تلفزيون، سينما. - رزان زيتونة، محامية وناشطة حقوق إنسان. - غادة شعاع، لاعبة ألعاب قوى سورية عالمية. - عادلة بيهم الجزائري، ناشطة نسائية سورية. - ريتا معلوف، صحفية ومذيعة سورية. - كوليت خوري، شاعرة واديبة وروائية سورية. - لونا الشبل، إعلامية وصحفية سورية. | - غادة السمان، كاتبة وأديبة سورية. - هيمى المفتي، كاتبة وقاصَة سورية. - أليس قندلفت، سفيرة سورية لدى الأمم المتحدة. - جوليا دومنا، زوجة القيصر الروماني سيبتيموس سيفيروس. - أسمهان، مغنية وممثلة سورية. - رهام الهبري، فنانة تشكيلية سورية. - ماري عجمي، شاعرة وأديبة سورية. - رشا شربتجي، مخرجة سورية. - أمل حنا، مخرجة وكاتبة سورية. - ياسمينة أزهري، سيدة أعمال سورية. - وفاء سلطان، طبيبة وكاتبة سورية. - زينة يازجي، إعلامية وصحفية سورية. - قمر عمرايا، ممثلة ومذيعة سورية. - دارين حسن، نسوية مؤثرة على موقع Facebook |

## طالع أيضًا
| - المرأة في الإسلام - المرأة في المسيحية - المرأة العربية - حقوق المرأة | - المرأة السعودية - المرأة في الكويت - المرأة في قطر - المرأة الإماراتية | - المرأة الأردنية - المرأة المصرية - المرأة الفلسطينية - المرأة اللبنانية |